# Michelle Johnson
Michelle Johnson (Anchorage, 8 settembre 1965) è un'attrice ed ex modella statunitense.

## Biografia
Johnson nacque a Anchorage in Alaska da madre casalinga e padre psicologo.

## Vita privata
Dal 1999 al 2002, la Johnson fu sposata con il giocatore della Major League Baseball Matt Williams. Nel 2002 presentò istanza di divorzio. La coppia non ebbe figli e entro il 2003 il divorzio divenne esecutivo  poiché lui si era fidanzato con un'altra donna..

## Filmografia

### Cinema
- Quel giorno a Rio (Blame It On Rio), regia di Stanley Donen (1984)
- Gung Ho - Arrivano i giapponesi (Gung Ho), regia di Ron Howard (1986)
- Uccelli 2 - La paura (El ataque de los pájaros), regia di René Cardona Jr. (1986)
- Waxwork - Benvenuti al museo delle cere (Waxwork), regia di Anthony Hickox (1988)
- L'auto più pazza del mondo (Driving Me Crazy), regia di Jon Turteltaub (1991)
- Cuori ribelli (Far and Away), regia di Ron Howard (1992)
- La morte ti fa bella (Death Becomes Her), regia di Robert Zemeckis (1992)
- Delitti inquietanti (The Glimmer Man), regia di John Gray (1996)
- Un volto dal passato (Revenge), regia di Marc S. Grenier (2000)
- Mickey, regia di Hugh Wilson (2004)

### Televisione
- Hotel - serie TV, episodio 2x02 (1984)
- Love Boat (The Love Boat) - serie TV, 7 episodi (1984-1985)
- Dallas - serie TV, episodio 8x24 (1985)
- Le notti del lupo (Werewolf) - serie TV, episodio 1x01 (1987)
- Baby Sitter (Charles in Charge) - serie TV, episodio 2x25 (1987)
- Moonlighting - serie TV, episodio 5x04-5x05 (1987)
- I racconti della cripta (Tales from the Crypt) - serie TV, episodio 3x11 (1991)
- Melrose Place - serie TV, episodi 1x04-1x27 (1992-1993)
- La signora in giallo (Murder, She Wrote) - serie TV, episodi 8x13-9x20 (1992-1993)
- Dallas: La guerra degli Ewing (Dallas: War of the Ewings) - film TV (1998)